# One (Swedish House Mafia)
One è un singolo del supergruppo svedese Swedish House Mafia, pubblicato il 26 aprile 2010.

## Descrizione
Si tratta della prima pubblicazione ufficiale del trio a nome Swedish House Mafia dopo aver inciso negli anni precedenti i singoli Get Dumb e Leave the World Behind, usciti a nome dei singoli musicisti.
Il 28 giugno dello stesso anno il singolo è stato ripubblicato con il titolo One (Your Name) e che ha visto la partecipazione vocale di Pharrell Williams; una seconda versione, caratterizzata dalla presenza di vari remix, è stata resa disponibile il successivo 23 luglio. Nello stesso anno sia la versione originale che quella realizzata con Pharrell sono state incluse nella prima raccolta Until One.
Nel 2022 il trio ha reso disponibile una versione orchestrale del brano intitolata One Symphony e frutto della loro collaborazione con il compositore Jacob Mühlrad.

## Tracce
Testi e musiche di Axwell, Sebastian Ingrosso e Steve Angello, eccetto dove indicato.

### One
Download digitale
1. One – 5:50

CD promozionale (Irlanda)
1. One (Radio Edit) – 2:47

### One (Your Name)
CD (Regno Unito)
1. One (Your Name) (featuring Pharrell) (Radio Edit) – 2:41 (Axwell, Sebastian Ingrosso, Steve Angello, Pharrell Williams)
2. One (Radio Edit) – 2:48

Download digitale – 1ª versione
1. One (Your Name) (feat. Pharrell) (Radio Edit) – 2:43 (Axwell, Sebastian Ingrosso, Steve Angello, Pharrell Williams)
2. One (Your Name) (feat. Pharrell) (Vocal Mix) – 5:51 (Axwell, Sebastian Ingrosso, Steve Angello, Pharrell Williams)
3. One (Radio Edit) – 2:49
4. One – 5:51

CD maxi (Germania), download digitale – 2ª versione
1. One (Your Name) (feat. Pharrell) (Radio Edit) – 2:43 (Axwell, Sebastian Ingrosso, Steve Angello, Pharrell Williams)
2. One (Radio Edit) – 2:49
3. One (Your Name) (feat. Pharrell) (Vocal Mix) – 5:51 (Axwell, Sebastian Ingrosso, Steve Angello, Pharrell Williams)
4. One (Original Mix) – 5:51
5. One (Congorock Remix) – 6:15
6. One (Your Name) (feat. Pharrell) (Caspa Vocal Remix) – 4:11 (Axwell, Sebastian Ingrosso, Steve Angello, Pharrell Williams)
7. One (Caspa Dub Remix) – 4:11
8. One (Netsky Remix) – 5:40

12" – parte 1 (Regno Unito)
- Lato A

1. One (Original Mix) – 5:49
2. One (Your Name) (feat. Pharrell) (Vocal Mix) – 5:49 (Axwell, Sebastian Ingrosso, Steve Angello, Pharrell Williams)

- Lato B

1. One (Congorock Remix) – 6:16

12" – parte 2 (Regno Unito)
- Lato A

1. One (Caspa Dub Remix) – 4:10
2. One (Your Name) (feat. Pharrell) (Caspa Vocal Remix) – 4:10 (Axwell, Sebastian Ingrosso, Steve Angello, Pharrell Williams)

- Lato B

1. One (Netsky Remix) – 5:39

### One Symphony
Download digitale
1. One Symphony (with Jacob Mühlrad) – 4:23

## Formazione
- Axwell
- Sebastian Ingrosso
- Steve Angello

## Classifiche
| Classifica (2010) | Posizione massima |
| ----------------- | ----------------- |
| Canada            | 88                |
| Lussemburgo       | 6                 |
| Regno Unito       | 7                 |